# Diospyros yatesiana
Diospyros yatesiana är en tvåhjärtbladig växtart som beskrevs av Paul Carpenter Standley och Cyrus Longworth Lundell. Diospyros yatesiana ingår i släktet Diospyros och familjen Ebenaceae. Inga underarter finns listade i Catalogue of Life.